# Хайнін
Хайнін (кит. спр. 海宁市, піньїнь: Hăiníng Shì) — місто-повіт у центральнокитайській провінції Чжецзян, складова міста Цзясін.

## Географія
Хайнін розташовується на висоті близько 6 метрів над рівнем моря у південно-західній частині префектури на березі затоки Ханчжоу.

### Клімат
Місто знаходиться у зоні, котра характеризується вологим субтропічним кліматом. Найтепліший місяць — липень із середньою температурою 28,5 °C. Найхолодніший місяць — січень, із середньою температурою 4,1 °С.
| Клімат Хайніна          | Клімат Хайніна | Клімат Хайніна | Клімат Хайніна | Клімат Хайніна | Клімат Хайніна | Клімат Хайніна | Клімат Хайніна | Клімат Хайніна | Клімат Хайніна | Клімат Хайніна | Клімат Хайніна | Клімат Хайніна | Клімат Хайніна |
| Показник                | Січ.           | Лют.           | Бер.           | Квіт.          | Трав.          | Черв.          | Лип.           | Серп.          | Вер.           | Жовт.          | Лист.          | Груд.          | Рік            |
| Середній максимум, °C   | 8              | 9,9            | 14             | 20,1           | 25,4           | 28,2           | 32,6           | 31,8           | 27,6           | 22,8           | 17,2           | 11             | 20,7           |
| Середня температура, °C | 4,1            | 5,9            | 9,6            | 15,3           | 20,7           | 24,4           | 28,5           | 27,9           | 23,7           | 18,4           | 12,4           | 6,4            | 16,4           |
| Середній мінімум, °C    | 1,1            | 2,8            | 6,3            | 11,5           | 16,9           | 21,3           | 25,2           | 24,9           | 20,6           | 14,8           | 8,6            | 2,8            | 13             |
| Норма опадів, мм        | 70.9           | 76.1           | 123.2          | 104.2          | 109.7          | 186.5          | 159.2          | 147.6          | 111            | 60.4           | 61.3           | 46.2           | 1256.3         |
| Вологість повітря, %    | 78             | 78             | 79             | 78             | 78             | 83             | 81             | 82             | 83             | 80             | 79             | 76             | 79.6           |
| ----------------------- | -------------- | -------------- | -------------- | -------------- | -------------- | -------------- | -------------- | -------------- | -------------- | -------------- | -------------- | -------------- | -------------- |
| Джерело: data.cma.cn    |                |                |                |                |                |                |                |                |                |                |                |                |                |